# Illa de Meighen
L'Illa de Meighen (en anglès Meighen Island) és una petita illa, aïllada i deshabitada de l'Arxipèlag Àrtic Canadenc, que pertany al grup de les illes de la Reina Elisabet, i es troba dins el territori autònom de Nunavut, al Canadà.

## Geografia

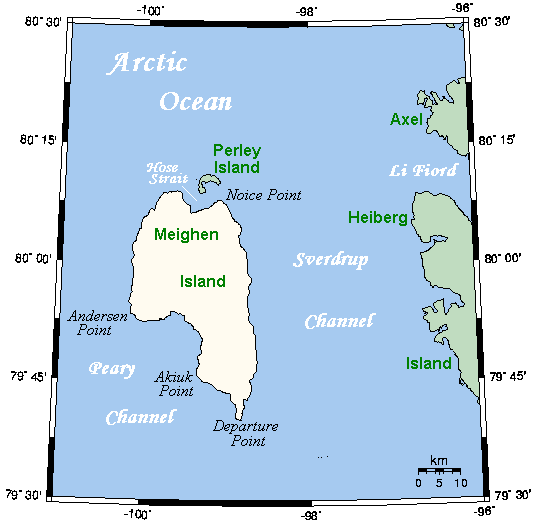
Mapa d'Illa de Meighen.

L'Illa de Meighen està situada a l'oest de l'Illa d'Axel Heiberg, té una superfície de 955 km² i està recoberta en part per un casquet glacial. L'illa està permanentment envoltada de gel, i al nord-oest de la seva costa s'obre l'oceà Àrtic.
Té poques illes al voltant: a uns 40 km a l'oest hi ha la més gran de les veïnes, l'Illa d'Axel Heiberg; a sols 4 km al nord, a través de l'Estret de Hose, hi ha una petita illa en forma de mitja lluna, l'illa Perley. Les Illes Fay són quatre petites illes que es troben entre l'illa de Meighen i l'illa d'Axel Heiberg, al Canal de Sverdrup.
Les costes de l'illa són planes, però al centre hi ha una elevació formada per turons sempre coberts de gel, sent la màxima elevació 260 metres. La superfície de l'illa és principalment de grava. Durant la primavera i l'estiu petits rierols alimentats per l'aigua del desgel flueixen cap a la costa.

## Història
L'illa de Meighen fou descoberta el 1916 per Vilhjalmur Stefansson, sent una de les darreres illes àrtiques en ser-ho, ja que està contínuament envoltada per gel. Se li va donar el nom en honor d'Arthur Meighen, Primer Ministre canadenc.